# Kristina Rakočević
Kristina Rakočević (ur. 13 czerwca 1998) – czarnogórska lekkoatletka specjalizująca się w rzucie dyskiem oraz pchnięciu kulą.
Srebrna oraz brązowa medalistka olimpijskiego festiwalu młodzieży Europy (2013). W 2014 była jedenasta wśród dyskobolek na mistrzostwach świata juniorów w Eugene oraz zajęła 4. miejsce podczas igrzysk olimpijskich młodzieży w Nankin. W 2015 startowała na mistrzostwach świata juniorów młodszych, podczas których zdobyła brązowy medal w pchnięciu kulą oraz srebrny w rzucie dyskiem.
Złota medalistka mistrzostw Czarnogóry oraz reprezentantka kraju na drużynowych mistrzostwach Europy.

## Osiągnięcia
| Rok  | Impreza                                               | Miejsce    | Konkurencja           | Lokata            | Wynik |
| ---- | ----------------------------------------------------- | ---------- | --------------------- | ----------------- | ----- |
| 2013 | Olimpijski festiwal młodzieży Europy                  | Utrecht    | pchnięcie kulą (3 kg) | 2. miejsce        | 15,79 |
| 2013 | Olimpijski festiwal młodzieży Europy                  | Utrecht    | rzut dyskiem          | 1. miejsce        | 46,49 |
| 2014 | Kwalifikacje Europy do igrzysk olimpijskich młodzieży | Baku       | rzut dyskiem          | 3. miejsce        | 47,23 |
| 2014 | III liga drużynowych mistrzostw Europy                | Tbilisi    | rzut dyskiem          | 2. miejsce        | 47,22 |
| 2014 | Mistrzostwa świata juniorów                           | Eugene     | rzut dyskiem          | 11. miejsce       | 49,44 |
| 2014 | Igrzyska olimpijskie młodzieży                        | Nankin     | rzut dyskiem          | 4. miejsce        | 47,55 |
| 2015 | III liga drużynowych mistrzostw Europy                | Baku       | pchnięcie kulą        | 1. miejsce        | 14,85 |
| 2015 | III liga drużynowych mistrzostw Europy                | Baku       | rzut dyskiem          | 2. miejsce        | 53,91 |
| 2015 | Mistrzostwa świata juniorów młodszych                 | Cali       | pchnięcie kulą (3 kg) | 3. miejsce        | 17,49 |
| 2015 | Mistrzostwa świata juniorów młodszych                 | Cali       | rzut dyskiem          | 2. miejsce        | 51,41 |
| 2016 | Mistrzostwa Europy                                    | Amsterdam  | rzut dyskiem          | el. – 21. miejsce | 54,35 |
| 2016 | Mistrzostwa świata juniorów                           | Bydgoszcz  | rzut dyskiem          | 1. miejsce        | 56,36 |
| 2017 | Igrzyska małych państw Europy                         | Serravalle | pchnięcie kulą        | 3. miejsce        | 14,56 |
| 2017 | Igrzyska małych państw Europy                         | Serravalle | rzut dyskiem          | 1. miejsce        | 53,79 |
| 2017 | III liga drużynowych mistrzostw Europy                | Marsa      | pchnięcie kulą        | 1. miejsce        | 14,91 |
| 2017 | III liga drużynowych mistrzostw Europy                | Marsa      | rzut dyskiem          | 2. miejsce        | 55,09 |
| 2017 | Mistrzostwa Europy juniorów                           | Grosseto   | rzut dyskiem          | 3. miejsce        | 53,56 |
| 2018 | Igrzyska śródziemnomorskie                            | Tarragona  | rzut dyskiem          | 8. miejsce        | 56,20 |
| 2018 | Mistrzostwa Europy                                    | Berlin     | rzut dyskiem          | el. – 13. miejsce | 55,90 |
| 2019 | Młodzieżowe mistrzostwa Europy                        | Gävle      | rzut dyskiem          | 6. miejsce        | 54,43 |
| 2019 | III liga drużynowych mistrzostw Europy                | Skopje     | rzut dyskiem          | 2. miejsce        | 52,88 |

## Rekordy życiowe
- pchnięcie kulą (stadion) – 15,44 (30 maja 2019, Bar), rekord Czarnogóry[1]
- pchnięcie kulą (hala) – 15,07 (12 lutego 2017, Stambuł), rekord Czarnogóry
- rzut dyskiem – 58,30 (16 kwietnia 2016, Split), rekord Czarnogóry[1]